# Osservatorio del Monte Bianco
L'osservatorio del Monte Bianco fu un osservatorio astronomico e meteorologico costruito alla fine del XIX secolo sulla vetta del Monte Bianco a quota 4.807 m s.l.m. A tutt'oggi rimane imbattuto il record di quota stabilito con questa costruzione nel campo degli osservatori astronomici. L'idea della sua costruzione venne al fisico ed astronomo francese Pierre Janssen spinto dalle sue esperienze con la spettroscopia durante le quali si accorse del disturbo causato dalle righe di assorbimento dell'atmosfera terrestre nell'osservazione degli astri. A quasi 5.000 m di quota, rimane solo metà dello spessore dell'atmosfera a disturbare le osservazioni e quindi un osservatorio sulla vetta avrebbe consentito osservazioni più accurate.

## Dai progetti all'inaugurazione
Il 13 ottobre 1888 Janssen salì ai 3050 m s.l.m. dei Grands Mulets per iniziare le esplorazioni. Il 18 agosto 1890 raggiunse la capanna Vallot dove rimase tre giorni per eseguire alcuni esperimenti di spettroscopia per poi salire infine in vetta. Janssen si rivolse all'ingegnere Gustave Eiffel che aveva da poco terminato la costruzione della omonima torre a Parigi, questi avrebbe accettato solo se fosse stato possibile appoggiare la costruzione sulla roccia attraversando al massimo 12 m di ghiaccio. Nel 1891 fu mandato da Eiffel l'ingegnere svizzero Imfeld sulla vetta che cominciò con lo scavare due gallerie di 23 m a 12 m dalla vetta ma la roccia era più in basso quindi Eiffel abbandonò il progetto.
Janssen non rinunciò all'impresa e decise di poggiare la struttura direttamente sul ghiaccio, collaudò l'idea facendo costruire un'edicola in legno sulla sommità. Durante l'inverno effettuò dei test sulla resistenza della neve alla compressione a Meudon. L'edificio fu infine realizzato in collaborazione con l'architetto Vaudremer in modo da poter essere suddiviso in parti abbastanza piccole da poter essere trasportato sulla cima, nel 1892 i pezzi furono trasportati a spalle e in slitta in buona parte ai Grands Mulets ed il resto ai Rochers Rouges a quota 4500. L'impresa richiese circa 700 carichi di portatori. Finalmente nel 1893 il tutto fu portato fino alla cima e montato. L'11 settembre Janssen, portato in cima con l'ausilio di slitte e di una scala-poltrona, inaugurò il più alto osservatorio astronomico del mondo con alcune osservazioni spettroscopiche solari.

## Gli sviluppi e la fine
Nel 1895 Janssen fece aggiungere all'osservatorio una stazione meteorologica dotata di anemometro, barometro, igrometro e termometro in grado di registrare, mediante un meccanismo ad orologeria, i dati per otto mesi. Fu anche l'occasione della sua terza ed ultima ascensione alla vetta.
Nel 1896 venne aggiunto un telescopio rifrattore con un obiettivo di 33 cm costruito dai fratelli Henri di Parigi. Il telescopio era fisso e puntato verso il polo nord celeste per permettere all'astronomo di effettuare le osservazioni al riparo. Fu aggiunto anche un siderostato di 60 cm a montatura equatoriale completo di obiettivo a fili micrometrici e macchina fotografica.
Nel 1897 Janssen non poté più salire in vetta perché una caduta aveva peggiorato le sue condizioni fisiche e si limitò a dirigere le osservazioni da Chamonix.
Nel 1899 l'osservatorio fu dotato di un telegrafo grazie alla posa di 10 km di cavi.
Nel 1904 fu aggiunto uno spettrometro al telescopio per poter studiare la composizione dell'atmosfera dei pianeti e si tentò di fotografare la corona solare senza sfruttare un'eclisse.
I movimenti del ghiaccio nel 1906 resero precaria la stabilità dell'osservatorio ed intervenne l'architetto francese Baudoin per raddrizzare la struttura. Si approfittò dell'occasione per aggiungere un riparo per i turisti.
Nel 1907 Janssen morì all'età di 82 anni e la sua opera gli sopravvisse di poco perché nel 1909 si aprì un crepaccio che inghiottì quasi completamente l'osservatorio. Si riuscì a recuperare solamente la stazione meteorologica tuttora conservata nel museo di Chamonix.

## Consuntivo delle attività
L'attività dell'osservatorio durò circa quindici anni durante i quali si avvicendarono 25 ricercatori, per lo più astronomi che dovevano resistere in condizioni proibitive per condurre le osservazioni. Il record di permanenza ammontò a 13 giorni fatto registrare da Stefanik seguito dai 10 giorni di Hansky, entrambi dell'osservatorio di Meudon.
Gli studi condotti da quella posizione privilegiata furono numerosi: la luce zodiacale diffusa dalle polveri rimaste sul piano equatoriale del sistema solare, fotografie di Venere e Mercurio, studi spettroscopici dell'atmosfera di Giove e Saturno, la determinazione della costante della radiazione solare ed analisi del suo spettro nell'infrarosso e nell'ultravioletto.
Oltre alle ricerche astronomiche si condussero osservazioni sull'elettricità atmosferica, sull'ozono, sull'aumento dei globuli rossi nel sangue per via della scarsità di ossigeno in quota, sui batteri in grado di sopravvivere nei ghiacci.